# Garments of Truth
Garments of Truth è un film muto del 1921 diretto da George D. Baker. La sceneggiatura si basa sull'omonimo racconto di Freeman Tilden pubblicato, nel maggio 1921, su Pictorial Review.

## Trama
In un villaggio, Lester Crope mette spesso in allarme i compaesani inventandosi storie fantasiose come quella della diga che sta straripando sopra la casa del sindaco. Il consiglio comunale decide di mandare il bugiardo inveterato a farsi curare da un dottore di Boston. Quando, guarito, ritorna a casa, la sua propensione per dire sempre e comunque la verità comincia a imbarazzare tutti quanti: nel negozio di alimentari dove lavora, informa i clienti che la merce è scaduta e poi rovina un'operazione immobiliare che potrebbe portare la prosperità in paese. Il dottor Mills suggerisce che l'unico modo per riportare Lester alla normalità è quello di aiutarlo a farsi la ragazza. Così, quando Lester si trova davanti Catherine, lui, tutto eccitato, per conquistarla comincia a infervorarsi lanciandosi in uno dei suoi emozionanti racconti pieni di avventure e di banditi. Il paese ritrova il suo innocuo bugiardo e anche la tranquillità.

## Produzione
Prodotto dalla Sawyer-Lubin Pictures Corporation, il film venne girato in California, a Burbank; le riprese durarono dal giugno al luglio 1921.

## Distribuzione
Il copyright del film, richiesto dalla S-L Pictures, fu registrato il 7 dicembre 1921 con il numero LP17333.
Distribuito dalla Metro Pictures Corporation, il film uscì nelle sale cinematografiche statunitensi il 5 ottobre 1921.
Copia completa della pellicola si trova conservata negli archivi della MGM.